# Nitrure d'aluminium
Le nitrure d'aluminium est un semiconducteur III-V à gap direct de 6,015 eV à 300 K. De formule chimique AlN, il s'agit d'une céramique réfractaire dont la conductivité thermique peut atteindre 321 W/m/K. Il présente ainsi la particularité d'être à la fois isolant électrique et conducteur thermique, avec des conductivités mesurées de 25 à 319 W/m/K selon la structure du matériau, telle que monocristal, couche mince ou nanofil. Il est également résistant à l'oxydation et à l'abrasion, et présente des propriétés piézoélectriques intéressantes, avec un coefficient d33 compris entre 3,4 et 5,0 pm/V et un coefficient de couplage électromécanique voisin de 7 %.
La structure cristalline du nitrure d'aluminium est de type wurtzite, dans le système hexagonal selon le groupe d'espace P63mc (no 186) avec pour paramètres a = 311,17 pm et c = 497,88 pm. Elle peut également être de type blende, dans le système cubique selon le groupe d'espace F43m (no 216). Le coefficient de dilatation du polymorphe wurzite calculé le long de ses axes cristallographiques vaut 4,2 × 10−6 K−1 le long de l'axe a et 5,3 × 10−6 K−1 le long de l'axe c.
Le nitrure d'aluminium est ainsi l'un des rares matériaux à avoir une bande interdite large et à gap direct d'une part (presque deux fois plus large que celles du SiC et du GaN), et une conductivité thermique élevée d'autre part. Ceci provient de sa faible masse atomique, de ses liaisons interatomiques fortes et de sa structure cristalline simple. C'est ce qui rend ce matériau intéressant pour les applications aux réseaux de télécommunications haut débit à forte puissance, permettant notamment une meilleure dissipation thermique que le nitrure de gallium dans les équipements électroniques de puissance et radiofréquence.

## Production
Le nitrure d'aluminium pulvérulent peut être produit à partir d'oxyde d'aluminium Al2O3, d'azote N2 ou d'ammoniac NH3, et d'un excès de carbone à une température d'au moins 1 600 °C à travers une réaction carbothermique :
2 Al2O3 + 9 C + 4 NH3 ⟶ 4 AIN + 3 CH4 + 6 CO ;
Al2O3 + 3 C + N2 ⟶ 2 AIN + 3 CO.
Une autre voie est la nitruration directe. Dans ce cas, de la poudre d'aluminium métallique ou d'Al2O3 est mise à réagir avec de l'N2 ou de l'NH3 pour former de l'AIN à des températures supérieures à 900 °C :
2 Al + N2 ⟶ 2AlN ;
Al2O3 + 2 NH3 ⟶ 2 AlN + 3 H2O.
Le nitrure d'aluminium en poudre est très sensible à l'hydrolyse. Dans l'eau, on peut observer une hydrolyse incomplète du nitrure d'aluminium en hydroxyde d'aluminium Al(OH)3 et ammoniac NH3. Le nitrure d'aluminium fritté massif n'est pas sensible à l'hydrolyse. L'hydroxyde de sodium NaOH décompose en revanche AlN fritté ou en poudre pour former de l'ammoniac et un hydrate d'aluminate de sodium Na[Al(OH)4] :
AlN + NaOH + 3 H2O ⟶ NH3 + Na[Al(OH)4].
Les dispositifs optoélectroniques et microélectroniques utilisent le nitrure d'aluminium sous forme de couches minces épitaxiées, réalisées principalement par :
- épitaxie par jet moléculaire (MBE)[17] ;
- dépôt chimique en phase vapeur (CVD)[18] ;
- ablation laser pulsé (PLD)[19] ;
- pulvérisation cathodique (qui peut être RF ou DC)[20] ;
- atomic layer deposition (ALD)[21].

## Applications
Le nitrure d'aluminium trouve des applications potentielles en optoélectronique dans le domaine des ultraviolets, comme substrat pour des croissances épitaxiales et en électronique de puissance pour la fabrication de transistors hyperfréquence de puissance.
Actuellement, de nombreuses recherches sont menées pour produire des diodes électroluminescentes (LEDs) à émission UV utilisant du nitrure d'aluminium-gallium. En 2006, des chercheurs du laboratoire « Nippon Telegraph and Telephone » (NTT) au Japon ont rapporté la fabrication de diodes à base de nitrure d'aluminium atteignant des longueurs d'onde de l'ordre de 210 nm. La recherche se poursuit encore autour de ce matériau pour diminuer la longueur d'onde d'émission des LEDs notamment par l'introduction d'AlN sous la forme de nanofils.
Le nitrure d'aluminium est aussi utilisé pour ces propriétés piézoélectriques. En effet, du fait de son module d'Young particulièrement élevé, il présente de hautes vitesses d'ondes acoustiques de l'ordre de 10 400 m/s. Cette caractéristique en fait un matériau de choix pour les filtres à onde acoustique de surface de type SAW (pour Surface Acoustic Wave) et les dispositifs à ondes acoustiques de volume de type FBAR (pour Film Bulk Acoustic Wave Resonator).